# Lala Amarnath
Lala Amarnath Bharadwaj (* 11. September 1911 in Gopipur, Britisch-Indien; † 5. August 2000 in Neu-Delhi, Indien) war ein indischer Cricketspieler und Mannschaftskapitän der indischen Nationalmannschaft.

## Kindheit und Ausbildung
Amarnath wuchs in Kapurthala als Sohn einer verarmten hinduistischen Familie auf. Als seine Mutter starb, wurde er zu seinen Großeltern in Lahore geschickt. Beim dortigen Cricketspiel fiel er einem führenden Mitglied der Rana Familie auf, in der unter anderem spätere Test-Cricketer Shafqat Rana und Azmat Rana aufwuchsen. Das führte dazu, dass die Rana Familie auf die Eltern von Amarnath zuging und ihnen anbot ihn zu „adoptieren“ und ihm im Cricket zu fördern. Man kam zu einer Übereinkunft und so wurde er in den muslimischen Haushalt aufgenommen. Darauf spielte er im Club, der von der Familie dominiert wurde, und wurde für das Team des Maharaja von Patiala berufen, wo er sein Spiel vervollkommnen konnte.

## Aktive Karriere
Er erzielte bei einem Tour-Match der Tour der englischen Mannschaft in der Saison 1933/34 in Britisch-Indien, die als Marylebone Cricket Club antrat, als er für Southern Punjab ein First-Class-Spiel gegen diese bestritt ein Century über 109 Runs. Daraufhin wurde er für die Test-Serie nominiert und erzielte dort im zweiten Innings des ersten Tests ein Century über 118 Runs. Als er das Feld verließ, wurde er angeblich mit Juwelen, Geld und einem Auto beschenkt. Es sollte das erste Century für Indien sein, aber auch das letzte Century seiner Test-Karriere bleiben.
Für die Tour in England in 1936 wurde er ebenfalls nominiert. Die Tour wurde von Maharajkumar of Vizianagram (auch als Vizzy bekannt) als Kapitän geleitet, der sich die Position nicht mit seinem Können als Cricket-Spieler erspielt hatte, sondern mit Ausspielen seiner sozialen Position und seinen finanziellen Mitteln, die er zum sponsern der Tour nutzte. In den Tour-Spielen vor den Tests schaffte er es teile der Mannschaft gegen sich aufzubringen, was zur Fraktionsbildung führte. Amarnath, der Rückenprobleme hatte, wurde in einem Tour-Match aufgefordert sich Spielbereit zu machen, musste dann jedoch auf die Anweisung seines Kapitäns draußen warten, wobei mehrere Spieler vor ihm eingesetzt wurden. Als er am Schluss des Tages dennoch eingesetzt wurde und wütend zurück in die Umkleiden kam, war ihm seine Frustration deutlich anzumerken, die er angeblich in Punjabi äußerte, eine Sprache die viele seiner Team-Kollegen, inklusive seines Kapitäns, nicht verstanden. Daraufhin forderten einige Teamkollegen Konsequenzen vom Kapitän und dieser ließ, nachdem Amarnath sein Innings am nächsten Tag beendet hatte, ihm per Brief mitteilen, dass er auf Grund von Undiszipliniertheiten am folgenden Nachmittag sein Hotel zu räumen habe und ein Schiff für ihn zurück nach Indien gebucht sei. Als er in Indien ankam wurde er positiv durch tausende Menschen begrüßt, und die Presse stellte sich hinter ihn. Das führte zu einer Untersuchung des Verbandes, der feststellte, das die Bestrafung unangemessen sei, jedoch konnte Vizzy mit politischem Einfluss verhindern, dass er zurück zum Team gelassen wurde. Als Konsequenz aus dem Desaster der Tour sollte Vizzy nach dem Abschluss der Tour kein ernsthaftes Cricket mehr in seinem Leben bestreiten. Im wichtigen Spiel Hindus v The Rest 1938/39 konnte er 241 Runs erzielen und so für weitere Aufgaben empfehlen.
Nach dem Ende des Zweiten Weltkriegs war er wieder Teil der National-Mannschaft. Zehn Jahre nach seiner Abreise aus England reiste er wieder dorthin und spielte bei der Tour Indiens 1946. Im ersten Test erzielte er ein Fifty (50 Runs) und im zweiten ein Bowling-Ergebnis von 5/96. Für die folgende Tour in Australien wurde er als Kapitän berufen, konnte aber in den fünf Tests nur wenig beitragen. Einzig ein Wicket gegen den australischen Kapitän Don Bradman sorgte aufsehen, da es das einzige Mal war, dass dieser ein Wicket im Test-Cricket durch direktes Bowling auf das Wicket verlor. Er verblieb Kapitän auf der Tour der West Indies in Indien 1948/49, verpasste dort jedoch den ersten Sieg der indischen Mannschaft knapp. Jedoch legte er sich erneut mit der Politik an, vor allem dem Sekretär des Verbandes Anthony De Mello, dem er vorwarf das indische Team in zweitklassige Hotels einzuquartieren, während die Gäste vorzüglich behandelt wurden. Dieser sorgte für seine Absetzung und so ging Amarnath nach England um in der unteren Lancashire League zu spielen.
Nachdem De Mello den Verband verlassen hatte, wurde er wieder für die indische Mannschaft gegen das Tourende englische Team in 1951/52 eingesetzt, wenn auch nicht als Kapitän. Er war Teil des Teams, das seinen ersten Sieg gegen England im fünften Test der Toru feiern konnte. Für die im Sommer stattfindende Tour in England wurde er nicht nominiert, jedoch für die folgende Tour gegen Pakistan im folgenden Winter wieder als Kapitän. Trotz wenig guter Leistungen seinerseits auf dem Feld gelang dem Team unter seiner Verantwortung der erste Seriengewinn seiner Geschichte. Es sollten die letzten Tests seiner Karriere sein, da er sich nach internen Streitigkeiten zurückzog.

## Nach seiner aktiven Zeit
Nach seinem Rückzug steig sein Ansehen im Verband. So wurde er zum Manager der ersten Tour Indiens in Pakistan berufen. Daraufhin wurde er zum Chef-Selektor des Verbandes ernannt. Die bekannteste Entscheidung seiner Amtszeit, die ihm zugeschrieben wird, ist die überraschende Berufung von Jasu Patel für die Tour gegen Australien 1959/60, der im zweiten Test 9/69 und 5/55 bowlte. Ab 1960 arbeitete er als Coach in Indien und eine bekannte Persönlichkeit die in Zeitungen, Radio und Fernsehen als Cricket-Kommentator auftrat. Im Alter von 88 Jahren verstarb er im August 2000 in Neu-Delhi.

## Popularität
Amarnath war eine Persönlichkeit die auf beiden Seiten der indisch-pakistanischen Grenze geschätzt wurde. In einem Interview sagte er einmal „If I ever fought an election in Pakistan, I'd win!“ („Falls ich einmal in Pakistan eine Wahl bestreiten sollte, würde ich gewinnen.“) Der indische Premierminister Atal Bihari Vajpayee nannte ihn zu seinem Tod eine Ikone.